# Bernardo Acosta
Bernardo Acosta Miranda (2 de agosto de 1944, Asunción, Paraguay) es un exfutbolista paraguayo nacionalizado español. Jugaba como delantero y su primer club fue Lanús de la Primera División Argentina. Fue máximo goleador del Campeonato Metropolitano de 1967. También jugó para el Sevilla F. C. en la década de 1970.

## Trayectoria
Comenzó su carrera en la Argentina en el año 1962 con el Club Atlético Lanús. En el Campeonato Metropolitano de 1967, con 23 años Bernardo Acosta fue el jugador más destacado en aquella competencia, convirtiendo más goles que cualquiera: 18.
Con la número 10 en su espalda, los medios lo llamaban Míster Gol. Jugó para el equipo granate hasta 1968. 
En 1969 se trasladó a España, donde obtuvo la nacionalidad española y se convirtió en jugador del Sevilla F. C.. Tras ser transferido desde Lanús por $18 Millones de Pesos. 
En su primera temporada marcó 12 goles quedando en la quinta posición de máximos goleadores detrás de Ernesto Domínguez, Amancio Amaro y Luis Aragonés. Allí también fue figura y querido por los hinchas. Jugó para el equipo andaluz hasta el año 1974.
En 1975 pasó al Xerez C. D. donde decidió ponerle fin a su carrera en ese año.
La particularidad de Bernardo Acosta es que nunca debutó en el fútbol paraguayo. Hizo parte de las formativas de Lanús, jugó en la Nacional B o Primera B de la época e hizo muchos goles, antes de ser el mejor delantero del Metropolitano de 1967. 
Bernardo Acosta (Lanús) junto con Atilio Mellone (Huracán) y Ángel Berni (San Lorenzo de Almagro) fueron los últimos goleadores paraguayos en Argentina.

## Estilo de juego
No teniendo un gran portento físico suplía sus limitaciones con colocación en el campo, su gran sentido de la anticipación, su enorme cambio de ritmo y su inteligencia para saber moverse. Solía entrar por las bandas y siempre buscaba la verticalidad, escondiendo el balón en el área usando su sangre fría para no impacientarse creándose la oportunidad de gol. Aunque no era su fuerte, por su intuición, metió bastantes goles de cabeza.

## Clubes
| Club       | País      | Año       |
| ---------- | --------- | --------- |
| CA Lanús   | Argentina | 1962-1968 |
| Sevilla FC | España    | 1969-1974 |
| Xerez      | España    | 1975      |